# Margrit Bohren-Hoerni
Margrit Bohren-Hoerni (Zürich, 2 april 1917 - aldaar, 20 januari 1995) was een Zwitserse advocate, bestuurster, feministe en politica voor de Vrijzinnig-Democratische Partij (FDP/PRD) uit het kanton Zürich.

## Biografie

### Afkomst en opleiding
Margrit Bohren-Hoerni was een dochter van Ernst Hoerni, die handelaar was, en van Emma Gebendinger. In 1953 trouwde ze met handelaar Viktor Bohren. Vervolgens studeerde ze rechten aan de Universiteit van Lausanne en de Universiteit van Zürich. In 1942 behaalde ze een doctoraat.

### Carrière
Van 1943 tot 1953 was ze actief als secretaresse van de kantonnale departement Financiën en Welzijn. Vanaf 1953 was ze advocate. Tussen 1953 en 1954 was ze secretaresse van de Bund Schweizerischer Frauenorganisationen (BSF). Ze was tevens directrice van de raad van bestuur van het Schweizer Verband Volksdienst (SV-Service), waarvan ze van 1977 tot 1987 voorzitster was. Daarnaast zetelde ze tevens in de raden van bestuur van de Banque populaire suisse en van Jelmoli SA, alsook in de toezichtsraad van de Rentenanstalt. Ze nam deel aan de Schweizerische Ausstellung für Frauenarbeit, zetelde in diverse expertencommissies van de BSF en federale commissies omtrent sociaal en gezondheidsbeleid. Van 1978 tot 1984 was ze lid van het kantonnaal bestuur van haar partij. Ze was tevens voorzitster van de vrouwenafdeling van haar partij en zetelde van 1976 tot 1983 in de Kantonsraad van Zürich.

## Onderscheidingen
- Doctor honoris causa aan de faculteit geneeskunde van de Universiteit van Bern (1973)

- Base de données des élites suisses: 54230
- Gemeinsame Normdatei: 1050019458
- Historisch woordenboek van Zwitserland: 031787
- Virtual International Authority File: 308192762